# Rue (Svizzera)
Rue (toponimo francese; in tedesco Rüw, desueto) è un comune svizzero di 1 505 abitanti del Canton Friburgo, nel distretto della Glâne; ha lo status di città.

## Storia
Il 1º gennaio 1993 ha inglobato il comune soppresso di Blessens e il 1º gennaio 2001 quelli di Gillarens e Promasens.

## Monumenti e luoghi d'interesse

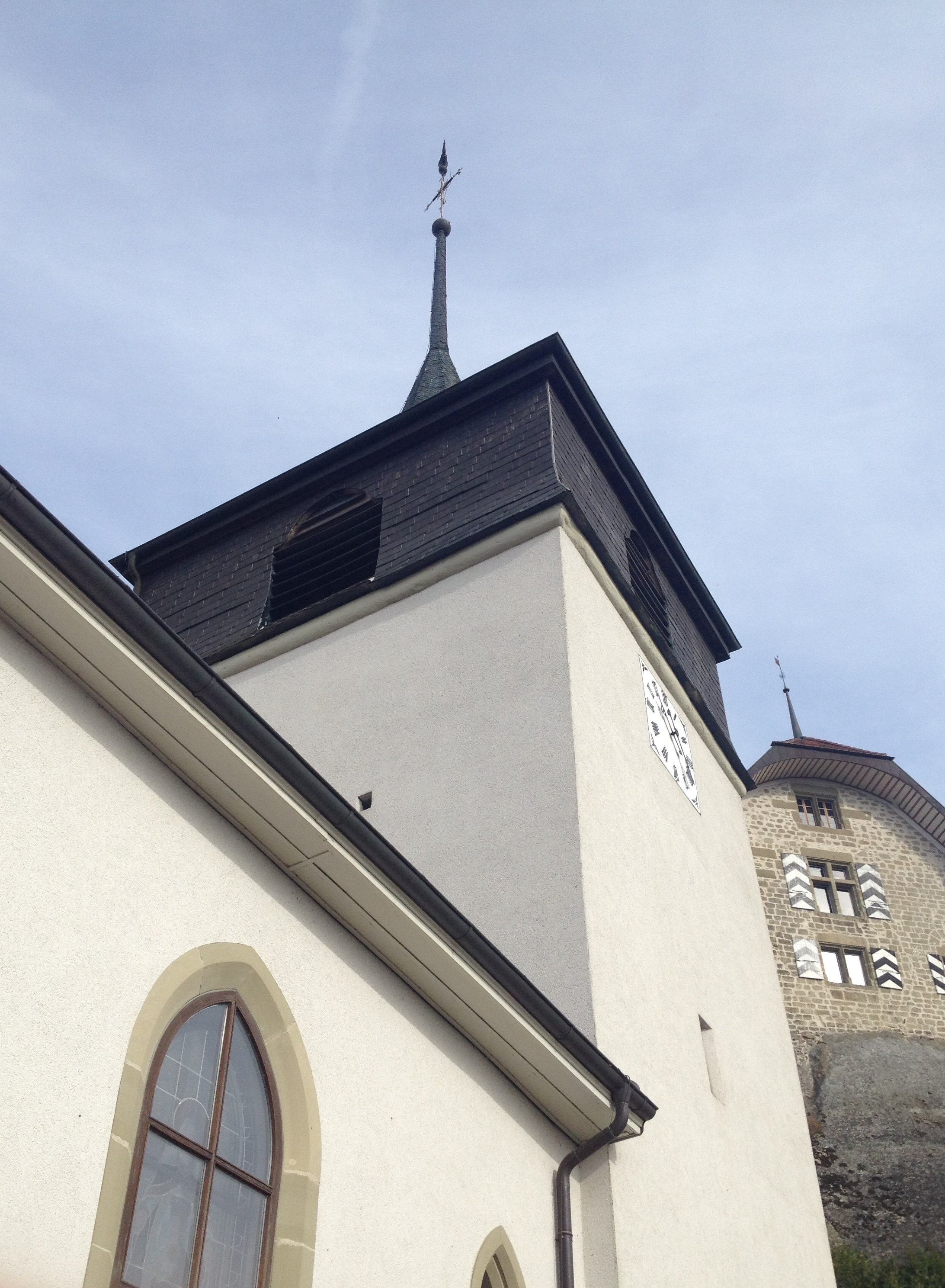
La chiesa cattolica di San Nicola

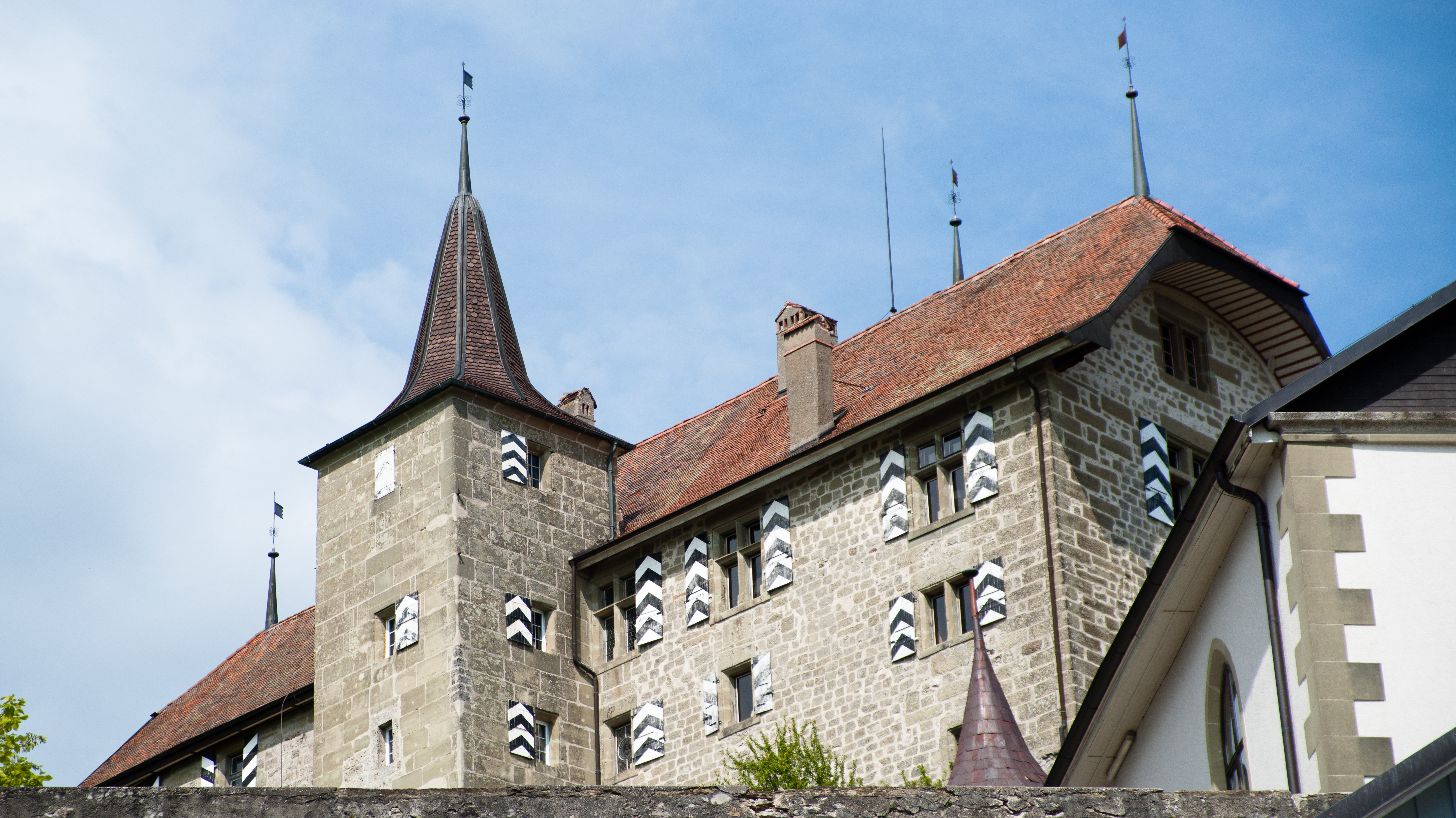
Il castello di Rue

- Chiesa cattolica di San Nicola, attestata dal 1336[1];
- Castello di Rue, eretto nel 1251[1].

## Società

### Evoluzione demografica
L'evoluzione demografica è riportata nella seguente tabella:
Abitanti censiti

## Geografia antropica
Le frazioni di Rue sono:
- Blessens[3]
  - Arlens[4]
- Gillarens[5]
- Promasens[6]

## Amministrazione
Ogni famiglia originaria del luogo fa parte del comune patriziale che ha la responsabilità della manutenzione di ogni bene comune.